# EC 1.13.11
La EC 1.13.11 è una sotto-sottoclasse della classificazione EC relativa agli enzimi. Si tratta di una sottoclasse delle ossidoreduttasi che include enzimi (noti comunemente come ossigenasi) che agiscono su singoli donatori di elettroni contenenti O2 come ossidante e che prevedono incorporazione di due atomi di ossigeno nel substrato. L'ossigeno incorporato non deriva per forza dall O2. 
Gli enzimi di questa sotto-sottoclasse sono comunemente noti con il termine generico di diossigenasi.

## Enzimi appartenenti alla sotto-sottoclasse
| numero EC     | nome accettato                                                               |
| ------------- | ---------------------------------------------------------------------------- |
| EC 1.13.11.1  | catecolo 1,2-diossigenasi                                                    |
| EC 1.13.11.2  | catecolo 2,3-diossigenasi                                                    |
| EC 1.13.11.3  | protocatecuato 3,4-diossigenasi                                              |
| EC 1.13.11.4  | gentisato 1,2-diossigenasi                                                   |
| EC 1.13.11.5  | omogentisato 1,2-diossigenasi                                                |
| EC 1.13.11.6  | 3-idrossiantranilato 3,4-diossigenasi                                        |
| EC 1.13.11.8  | protocatecuato 4,5-diossigenasi                                              |
| EC 1.13.11.9  | 2,5-diidrossipiridina 5,6-diossigenasi                                       |
| EC 1.13.11.10 | 7,8-diidrossichinurenato 8,8a-diossigenasi                                   |
| EC 1.13.11.11 | triptofano 2,3-diossigenasi                                                  |
| EC 1.13.11.12 | lipossigenasi                                                                |
| EC 1.13.11.13 | ascorbato 2,3-diossigenasi                                                   |
| EC 1.13.11.14 | 2,3-diidrossibenzoato 3,4-diossigenasi                                       |
| EC 1.13.11.15 | 3,4-diidrossifenilacetato 2,3-diossigenasi                                   |
| EC 1.13.11.16 | 3-carbossietilcatecolo 2,3-diossigenasi                                      |
| EC 1.13.11.17 | indolo 2,3-diossigenasi                                                      |
| EC 1.13.11.18 | zolfo diossigenasi                                                           |
| EC 1.13.11.19 | cisteammina diossigenasi                                                     |
| EC 1.13.11.20 | cisteina diossigenasi                                                        |
| EC 1.13.11.22 | caffeato 3,4-diossigenasi                                                    |
| EC 1.13.11.23 | 2,3-diidrossiindolo 2,3-diossigenasi                                         |
| EC 1.13.11.24 | quercetina 2,3-diossigenasi                                                  |
| EC 1.13.11.25 | 3,4-diidrossi-9,10-secoandrosta-1,3,5(10)-triene-9,17-dione 4,5-diossigenasi |
| EC 1.13.11.26 | peptide-triptofano 2,3-diossigenasi                                          |
| EC 1.13.11.27 | 4-idrossifenilpiruvato diossigenasi                                          |
| EC 1.13.11.28 | 2,3-diidrossibenzoato 2,3-diossigenasi                                       |
| EC 1.13.11.29 | stizolobato sintasi                                                          |
| EC 1.13.11.30 | stizolobinato sintasi                                                        |
| EC 1.13.11.31 | arachidonato 12-lipossigenasi                                                |
| EC 1.13.11.32 | 2-nitropropano diossigenasi                                                  |
| EC 1.13.11.33 | arachidonato 15-lipossigenasi                                                |
| EC 1.13.11.34 | arachidonato 5-lipossigenasi                                                 |
| EC 1.13.11.35 | pirogallolo 1,2-ossigenasi                                                   |
| EC 1.13.11.36 | cloridazone-catecolo diossigenasi                                            |
| EC 1.13.11.37 | idrossichinolo 1,2-diossigenasi                                              |
| EC 1.13.11.38 | 1-idrossi-2-naftoato 1,2-diossigenasi                                        |
| EC 1.13.11.39 | bifenil-2,3-diolo 1,2-diossigenasi                                           |
| EC 1.13.11.40 | arachidonato 8-lipossigenasi                                                 |
| EC 1.13.11.41 | 2,4'-diidrossiacetofenone diossigenasi                                       |
| EC 1.13.11.42 | indoloammina-pirrolo 2,3-diossigenasi                                        |
| EC 1.13.11.43 | lignostilbene alfabeta-diossigenasi                                          |
| EC 1.13.11.44 | linoleato diolo sintasi                                                      |
| EC 1.13.11.45 | linoleato 11-lipossigenasi                                                   |
| EC 1.13.11.46 | 4-idrossimandelato sintasi                                                   |
| EC 1.13.11.47 | 3-idrossi-4-ossochinolina 2,4-diossigenasi                                   |
| EC 1.13.11.48 | 3-idrossi-2-metilchinolina-4-one 2,4-diossigenasi                            |
| EC 1.13.11.49 | clorito O2-liasi                                                             |
| EC 1.13.11.50 | enzima idrolizzante l'acetilacetone                                          |
| EC 1.13.11.51 | 9-cis-epossicarotenoide diossigenasi                                         |
| EC 1.13.11.52 | indoloammina 2,3-diossigenasi                                                |
| EC 1.13.11.53 | acireduttone diossigenasi (richiede Ni2+)                                    |
| EC 1.13.11.54 | acireduttone diossigenasi (richiede ferro(II))                               |
| EC 1.13.11.55 | zolfo ossigenasi/reduttasi                                                   |